# Taeniacanthus albidus
Taeniacanthus albidus är en kräftdjursart. Taeniacanthus albidus ingår i släktet Taeniacanthus och familjen Taeniacanthidae. Inga underarter finns listade i Catalogue of Life.